# تپه کول یری ۲
تپه کول یری ۲ مربوط به دوره اشکانیان - دوره ساسانیان - سده‌های اولیه دوران‌های تاریخی پس از اسلام است و در شهرستان مراغه، بخش مرکزی، دهستان سراجوی شمالی، روستای گل، ۲/۳ کیلومتری روستای گل واقع شده و این اثر در تاریخ ۲۷ اسفند ۱۳۸۶ با شمارهٔ ثبت ۲۲۷۳۸ به‌عنوان یکی از آثار ملی ایران به ثبت رسیده است.